# Ольшанка (Льговский район)
Ольшанка — село в Льговском районе Курской области России. Входит в состав Иванчиковского сельсовета.

## География
Село находится а западе центральной части Курской области, в пределах южной части Среднерусской возвышенности, в лесостепной зоне, на берегу реки Ольшанки, на расстоянии примерно 12 километров (по прямой) к северо-востоку от города Льгова, административного центра района. Абсолютная высота — 163 метра над уровнем моря.
В селе улицы: Ленина, Молодёжная и Промышленная.

### Климат
Климат характеризуется как умеренно континентальный, с тёплым летом и умеренно холодной зимой. Среднегодовая температура воздуха — 5,7 °С. Средняя температура воздуха самого тёплого месяца (июля) — 19,4 °C (абсолютный максимум — 32 °С); самого холодного (января) — −8,1 °C (абсолютный минимум — −26 °С). Безморозный период длится около 150 дней в году. Среднегодовое количество атмосферных осадков составляет 563 мм, из которых 391 мм выпадает в период с апреля по октябрь.
| Показатель                                                                      | Янв. | Фев. | Март | Апр. | Май  | Июнь | Июль | Авг. | Сен. | Окт. | Нояб. | Дек. | Год  |
| ------------------------------------------------------------------------------- | ---- | ---- | ---- | ---- | ---- | ---- | ---- | ---- | ---- | ---- | ----- | ---- | ---- |
| Средний суточный максимум, °C                                                   | −4   | −3   | 2,8  | 12,9 | 19,2 | 22,5 | 25   | 24,4 | 18   | 10,5 | 3,4   | −1,1 | 10,9 |
| Средняя температура, °C                                                         | −6,1 | −5,5 | −0,8 | 8,1  | 14,6 | 18,2 | 20,7 | 19,8 | 13,9 | 7,2  | 1,2   | −3,1 | 7,4  |
| Средний суточный минимум, °C                                                    | −8,5 | −8,6 | −4,9 | 2,7  | 9    | 12,9 | 15,7 | 14,7 | 9,7  | 3,9  | −1,1  | −5,2 | 3,4  |
| Норма осадков, мм                                                               | 51   | 45   | 48   | 51   | 63   | 71   | 76   | 55   | 58   | 58   | 48    | 49   | 673  |
| Источник: Погода по месяцам c ru.climate-data.org(дата обращения: Октябрь 2021) |      |      |      |      |      |      |      |      |      |      |       |      |      |

### Часовой пояс
Село Ольшанка, как и вся Курская область, находится в часовой зоне МСК (московское время). Смещение применяемого времени относительно UTC составляет +3:00.

## История
В 1692 году (7200 от сотворения мира) в Ольшанке была построена Троицкая церковь.

## Население
| 2002 | 2010 |
| ---- | ---- |
| 614  | ↘456 |

### Половой состав
По данным Всероссийской переписи населения 2010 года в половой структуре населения мужчины составляли 48,2 %, женщины — соответственно 51,8 %.

### Национальный состав
Согласно результатам переписи 2002 года, в национальной структуре населения русские составляли 98 %.

## Инфраструктура
Личное подсобное хозяйство. В селе 209 домов.

## Транспорт
Ольшанка находится в 17 км от автодороги регионального значения 38К-017 (Курск — Льгов — Рыльск — граница с Украиной) как часть европейского маршрута E38, в 11 км от автодороги 38К-023 (Льгов — Конышёвка), в 9 км от автодороги межмуниципального значения 38Н-362 (38К-017 — Николаевка — Ширково), на автодороге 38Н-437 (38К-023 — Ольшанка — Мармыжи — 38Н-362), в 8,5 км от ближайшего ж/д остановочного пункта 565 км (линия Навля — Льгов I).
В 147 км от аэропорта имени В. Г. Шухова (недалеко от Белгорода).